# Tomapoderus ruficollis
Tomapoderus ruficollis es una especie de coleóptero de la familia Attelabidae.

## Distribución geográfica
Habita en Japón, Corea, Mongolia, Rusia y  China.